# واترتاون (نيويورك)
واترتاون (بالإنجليزية: Watertown) هي مدينة في ولاية نيويورك الأمريكية، يبلغ عدد سكانها 26,705 نسمة حسب تعداد سنة 2000 وكان حسب تقدير عام 2007 حوالي 27,443.

## التركيبة السكانية
حدّد مكتب تعداد الولايات المتحدة بيانات التركيبة السكانية لواتيرتاون في تعداد الولايات المتحدة. في ما يلي، التركيبة السكانية حسب تعدادي 2000 و2010.

### تعداد عام 2000
بلغ عدد سكان واتيرتاون 26,705 نسمة بحسب تعداد عام 2000، وبلغ عدد الأسر 11,036 أسرة وعدد العائلات 6,503 عائلة مقيمة في المدينة. في حين سجلت الكثافة السكانية 1,098.5 نسمة لكل كيلومتر مربع (2,845.1/ميل2). وبلغ عدد الوحدات السكنية 12,450 وحدة بمتوسط كثافة قدره 512.1 لكل كيلومتر مربع (1,326.3/ميل2).
وتوزع التركيب العرقي للمدينة بنسبة 89.13% من البيض و4.95% من الأمريكيين الأفارقة و0.54% من الأمريكيين الأصليين و1.16% من الأمريكيين ذوي الأصول الآسيوية و0.11% من سكان جزر المحيط الهادئ و1.67% من الأعراق الأخرى و2.45% من عرقين مختلطين أو أكثر و3.59% من الهسبانيون أو اللاتينيون من أي عرق.
بلغ عدد الأسر 11,036 أسرة كانت نسبة 33.9% منها لديها أطفال تحت سن الثامنة عشر تعيش معهم، وبلغت نسبة الأزواج القاطنين مع بعضهم البعض 40.7% من أصل المجموع الكلي للأسر، ونسبة 14.2% من الأسر كان لديها معيلات من الإناث دون وجود شريك، بينما كانت نسبة 4.1% من الأسر لديها معيلون من الذكور دون وجود شريكة وكانت نسبة 41.1% من غير العائلات. تألفت نسبة 34.5% من أصل جميع الأسر من عدة أفراد يعيشون في نفس المنزل ونسبة 13.8% كانت تتألف من شخص يعيش بمفرده يبلغ من العمر 65 عاماً أو أكثر. وبلغ متوسط حجم الأسرة المعيشية 2.32، أما متوسط حجم العائلات فبلغ 2.99.
بلغ العمر الوسطي للسكان 34.0 عاماً. وكانت نسبة 25.7% من القاطنين تحت سن الثامنة عشر، وكانت نسبة 10.1% بين الثامنة عشر والرابعة والعشرين عاماً، ونسبة 29% كانت واقعةً في الفئة العمرية ما بين الخامسة والعشرين والرابعة والأربعين عاماً، ونسبة 18% كانت ما بين الخامسة والأربعين والرابعة والستين، ونسبة 13.1% كانت ضمن فئة الخامسة والستين عاماً فما فوق. يوجد لكل 100 أنثى 91.0 ذكر، ويوجد لكل 100 أنثى في الثامنة عشر من عمرها فما فوق 86.8 ذكر.
بلغ متوسط دخل الأسرة في المدينة 28,429 دولارًا، أما متوسط دخل العائلة فبلغ 36,115 دولارًا. وكان متوسط دخل الذكور 31,068 دولارًا مقابل 21,294 دولارًا للإناث. وسجل دخل الفرد الخاص بالمدينة 16,354 دولارًا. وكانت نسبة 14.4% من العائلات ونسبة 19.3% من السكان تحت خط الفقر، وكان من هؤلاء نسبة 26.1% تحت سن الثامنة عشر ونسبة 11.8% في الخامسة والستين من العمر وما فوق.

### تعداد عام 2010
بلغ عدد سكان واتيرتاون 27,023 نسمة بحسب تعداد عام 2010، وبلغ عدد الأسر 11,409 أسرة وعدد العائلات 6,450 عائلة مقيمة في المدينة. في حين سجلت الكثافة السكانية 1,111.6 نسمة لكل كيلومتر مربع (2,879.0/ميل2). وبلغ عدد الوحدات السكنية 12,562 وحدة بمتوسط كثافة قدره 516.7 لكل كيلومتر مربع (1,338.2/ميل2).
وتوزع التركيب العرقي للمدينة بنسبة 86.25% من البيض و6.04% من الأمريكيين الأفارقة و0.58% من الأمريكيين الأصليين و1.83% من الأمريكيين ذوي الأصول الآسيوية و0.18% من سكان جزر المحيط الهادئ و1.33% من الأعراق الأخرى و3.79% من عرقين مختلطين أو أكثر و5.59% من الهسبانيون أو اللاتينيون من أي عرق.
بلغ عدد الأسر 11,409 أسرة كانت نسبة 31.7% منها لديها أطفال تحت سن الثامنة عشر تعيش معهم، وبلغت نسبة الأزواج القاطنين مع بعضهم البعض 36.3% من أصل المجموع الكلي للأسر، ونسبة 15.9% من الأسر كان لديها معيلات من الإناث دون وجود شريك، بينما كانت نسبة 4.3% من الأسر لديها معيلون من الذكور دون وجود شريكة وكانت نسبة 43.5% من غير العائلات. تألفت نسبة 35.4% من أصل جميع الأسر من عدة أفراد يعيشون في نفس المنزل ونسبة 11.6% كانت تتألف من شخص يعيش بمفرده يبلغ من العمر 65 عاماً أو أكثر. وبلغ متوسط حجم الأسرة المعيشية 2.29، أما متوسط حجم العائلات فبلغ 2.97.
بلغ العمر الوسطي للسكان 32.1 عاماً. وكانت نسبة 24.4% من القاطنين تحت سن الثامنة عشر، وكانت نسبة 12.1% بين الثامنة عشر والرابعة والعشرين عاماً، ونسبة 28.9% كانت واقعةً في الفئة العمرية ما بين الخامسة والعشرين والرابعة والأربعين عاماً، ونسبة 21.4% كانت ما بين الخامسة والأربعين والرابعة والستين، ونسبة 13.2% كانت ضمن فئة الخامسة والستين عاماً فما فوق. وتوزع التركيب الجنسي للسكان بنسبة 47.8% ذكور و52.2% إناث.

## المناخ
يظهر الجدول التالي التغييرات المناخية على مدار السنة لواتيرتاون:
| البيانات المناخية لـواتيرتاون       | البيانات المناخية لـواتيرتاون | البيانات المناخية لـواتيرتاون | البيانات المناخية لـواتيرتاون | البيانات المناخية لـواتيرتاون | البيانات المناخية لـواتيرتاون | البيانات المناخية لـواتيرتاون | البيانات المناخية لـواتيرتاون | البيانات المناخية لـواتيرتاون | البيانات المناخية لـواتيرتاون | البيانات المناخية لـواتيرتاون | البيانات المناخية لـواتيرتاون | البيانات المناخية لـواتيرتاون | البيانات المناخية لـواتيرتاون |
| الشهر                               | يناير                         | فبراير                        | مارس                          | أبريل                         | مايو                          | يونيو                         | يوليو                         | أغسطس                         | سبتمبر                        | أكتوبر                        | نوفمبر                        | ديسمبر                        | المعدل السنوي                 |
| ----------------------------------- | ----------------------------- | ----------------------------- | ----------------------------- | ----------------------------- | ----------------------------- | ----------------------------- | ----------------------------- | ----------------------------- | ----------------------------- | ----------------------------- | ----------------------------- | ----------------------------- | ----------------------------- |
| الدرجة القصوى °ف (°م)               | 66 (19)                       | 64 (18)                       | 82 (28)                       | 92 (33)                       | 92 (33)                       | 98 (37)                       | 99 (37)                       | 97 (36)                       | 96 (36)                       | 87 (31)                       | 78 (26)                       | 69 (21)                       | 99 (37)                       |
| متوسط درجة الحرارة الكبرى °ف (°م)   | 28.3 (−2.1)                   | 31.1 (−0.5)                   | 40.1 (4.5)                    | 54.3 (12.4)                   | 66.4 (19.1)                   | 75.2 (24.0)                   | 79.6 (26.4)                   | 78.5 (25.8)                   | 70.9 (21.6)                   | 58.0 (14.4)                   | 46.5 (8.1)                    | 34.3 (1.3)                    | 55.3 (12.9)                   |
| متوسط درجة الحرارة الصغرى °ف (°م)   | 9.3 (−12.6)                   | 11.4 (−11.4)                  | 21.6 (−5.8)                   | 35.3 (1.8)                    | 46.6 (8.1)                    | 56.4 (13.6)                   | 61.4 (16.3)                   | 59.9 (15.5)                   | 51.7 (10.9)                   | 40.1 (4.5)                    | 30.3 (−0.9)                   | 18.2 (−7.7)                   | 36.9 (2.7)                    |
| أدنى درجة حرارة °ف (°م)             | −43 (−42)                     | −37 (−38)                     | −21 (−29)                     | 1 (−17)                       | 21 (−6)                       | 30 (−1)                       | 35 (2)                        | 36 (2)                        | 26 (−3)                       | 15 (−9)                       | −3 (−19)                      | −39 (−39)                     | −43 (−42)                     |
| الهطول إنش (مم)                     | 3.21 (82)                     | 2.60 (66)                     | 2.69 (68)                     | 3.29 (84)                     | 3.57 (91)                     | 3.48 (88)                     | 3.42 (87)                     | 3.89 (99)                     | 4.22 (107)                    | 4.43 (113)                    | 4.58 (116)                    | 3.72 (94)                     | 43.10 (1٬095)                 |
| متوسط تساقط الثلوج إنش (سم)         | 30.6 (78)                     | 25.8 (66)                     | 12.4 (31)                     | 3.5 (8.9)                     | 0 (0)                         | 0 (0)                         | 0 (0)                         | 0 (0)                         | 0 (0)                         | 0.6 (1.5)                     | 7.6 (19)                      | 31.6 (80)                     | 112.1 (284.4)                 |
| متوسط أيام هطول الأمطار (≥ 0.01 in) | 17.2                          | 13.8                          | 12.6                          | 12.2                          | 13.2                          | 12.5                          | 10.5                          | 10.9                          | 12.2                          | 14.2                          | 15.3                          | 17.2                          | 161.8                         |
| متوسط الأيام المثلجة (≥ 0.1 in)     | 11.9                          | 9.8                           | 6.1                           | 1.6                           | 0                             | 0                             | 0                             | 0                             | 0                             | 0.2                           | 3.3                           | 10.5                          | 43.4                          |
| المصدر: NOAA                        |                               |                               |                               |                               |                               |                               |                               |                               |                               |                               |                               |                               |                               |

## أعلام
- دينيس أوبراين
- روبرت لانسينغ
- ألبرت بوشارد
- تشارلز بي. كلارك
- أمبروز دبليو. كلارك
- جون م. ماكهيو
- والتر بيرنهارت
- ألين ويلش دالاس
- كلاي كليمنت
- جو بوشارد